# Colonia Nueva Mariel Radio Difusora
Colonia Nueva Mariel Radio Difusora är en ort i Mexiko.   Den ligger i kommunen Tuxpan och delstaten Michoacán de Ocampo, i den södra delen av landet, 140 km väster om huvudstaden Mexico City. Colonia Nueva Mariel Radio Difusora ligger 1 826 meter över havet och antalet invånare är 337.
Terrängen runt Colonia Nueva Mariel Radio Difusora är kuperad. Runt Colonia Nueva Mariel Radio Difusora är det ganska tätbefolkat, med 139 invånare per kvadratkilometer. Närmaste större samhälle är Heróica Zitácuaro, 16,3 km sydost om Colonia Nueva Mariel Radio Difusora. I omgivningarna runt Colonia Nueva Mariel Radio Difusora växer huvudsakligen savannskog.